# Stictomischus processus
Stictomischus processus är en stekelart som beskrevs av Huang 1990. Stictomischus processus ingår i släktet Stictomischus och familjen puppglanssteklar. Inga underarter finns listade i Catalogue of Life.